# 本郷中央教会
本郷中央教会（ほんごうちゅうおうきょうかい）は日本基督教団に所属する、元日本メソジスト教会の教会である。

## 概要
創立は1890年。創立者はチャールズ・イビー宣教師。
エドワード・ガントレット（George Edward Luchkam Gauntlett）によって日本最初のパイプオルガンが設置された。彼が自費でパイプオルガンを購入し組み立て、演奏と音楽主任を務めた。
日曜日にパイプオルガンと尺八や琴の和洋折衷の音楽界が開催されて、一流音楽家が演奏するようになる。
幻灯機を用いた「幻灯説教」が行われ、名物となった。
作曲家岡野貞一は本郷中央教会のオルガニストとして長年仕えた。ウェールズ出身の教会音楽家エドワード・ガントレットが聖歌隊を指導した。佐藤千夜子、山田耕筰(ガントレットの義弟)、中山晋平なども出入りしていた。また、夏目漱石の小説「三四郎」にも、本郷中央教会が登場する。

## 歴史
1889年（明治22年）8月　チャールズ・イビー宣教師が東京府本郷区(現文京区)本郷に中央会堂建設用地取得。
1890年（明治23年）
- 1月　伊藤為吉の設計による会堂の建設開始。
- 6月　完成前に火災により会堂を焼失し建築をやりなおす[2]。

1891年（明治24年）1月3日 献堂式。
1894年（明治27年）チャールズ・イビー宣教師、離日。ジョン・ダンロップ宣教師が担当宣教師となる。
1899年（明治32年）6月 波多野伝四郎牧師、麻布教会（現在の鳥居坂教会）へ転任。高木壬太郎牧師、赴任。
1900年（明治33年）5月 高木壬太郎牧師、駒込教会牧師と兼牧となる。
1904年（明治37年）
- 4月 平岩愃保牧師、甲府教会より赴任。
- 6月 高木壬太郎牧師、麻布教会に転任[3]。

1907年（明治40年）4月 平岩愃保牧師、駒込教会牧師と兼任となる。
1911年（明治44年）平岩愃保牧師、関西学院院長となる。
1915年（大正4年）4月 波多野傳四郎牧師、静岡教会より赴任。
1917年（大正6年）日本メソジスト教会成立時に加入する。
1920年（大正9年）ロバート・コーネル・アームストロング宣教師、赴任。
1923年（大正12年）
- 今井三郎牧師、アメリカ合衆国オークランドの日本人教会の牧師だったが帰国し牧師に就任する。
- 9月1日 - 関東大震災により会堂焼失。

1925年（大正14年）3月 小野善太郎牧師、甲府教会より赴任。
1929年（昭和4年）
- 10月26日 - アームストロング宣教師心臓発作により急逝。
- 米国人宣教師ボーゲル設計の会堂を再建。

1933年（昭和8年）6月 レイランド・サンフォード・サー・オールブライト宣教師、静岡より赴任し担当宣教師となる。
1941年（昭和16年）日本基督教団成立時に日本基督教団に加盟する。
1998年（平成10年）会堂が国の登録有形文化財に登録される。